# Stifel Financial
Die Stifel Financial Corporation ist ein US-amerikanischer Finanzdienstleister mit angeschlossener Investmentbank und Sitz in St. Louis im Bundesstaat Missouri. Die erste Vorgängergesellschaft von Stifel Financial wurde 1890 als Altheimer & Rawlings Investment Company von Benjamin Altheimer und Edward Rawlings gegründet. Der spätere Namensgeber Herman Stifel trat 1897 in das Unternehmen ein, Henry Nicolaus und dessen Sohn Louis arbeiteten ab 1910 für Altheimer & Rawlings. Das Unternehmen firmierte 1917 in Stifel Investment Company und nochmals 1923 in Stifel, Nicolaus Investment Company um.
Im Jahr 1983 erfolgte ein Börsengang und seit 1987 werden die Aktien Stifels an der NYSE gelistet. Ab dem Jahr 2000 wurden mehrere Wettbewerber auf dem Gebiet der Vermögensverwaltung und des Investmentbankings übernommen, darunter Miller Buckfire & Co., Thomas Weisel Partners oder die europäische MainFirst Bank AG.
Die Stifel Nicolaus & Company und die Stifel Nicolaus Europe Limited sind mit insgesamt fünf Vertretungen in der Schweiz aktiv.